# Firefox Send
Firefox Send — це безкоштовний онлайн-сервіс передачі файлів, здатний обробляти файли об'ємом до 2,5 Гб. Він був розроблений Mozilla і ліцензувався за умовами відкритої ліцензії Mozilla Public License. Його розробка розпочалася в 2017 році і вийшла з бета-версії 12 березня 2019 року. 7 липня 2020 року сервіс був тимчасово призупинений після виявлення того, що він використовувався для розповсюдження шкідливого програмного забезпечення. 17 вересня 2020 року сервіс остаточно припинив роботу.
Без входу в обліковий запис Firefox можна було вивантажувати і обмінюватися файлами розміром до 1 Гб.

## Технічний дизайн
Вихідний код написаний на Node.js і розміщений на GitHub. Усі файли шифруються перед завантаженням на сервер і розшифровуються на машині клієнта після завантаження. Ключ шифрування ніколи не надсилається серверу.

## Сторонні клієнти
- ffsend на GitHub